# Motor Sich Airlines
Motor Sich Airline (en anglais JSC Airlines « Motor Sich », en russe : ОАО Авиакомпания « Мотор-Сич ») (code AITA M9 ; code OACI MSI) est une compagnie aérienne ukrainienne, basée à Zaporijjia (OZH) en Ukraine. C'est une filiale de Motor Sich JSC, constructeur de moteurs pour avion.
La compagnie a des agences à Kiev, Moscou (Russie), Istanbul et Ankara (Turquie).
La Sitch (sich est la graphie en anglais) était une organisation démocratique cosaque (appelée Sitch zaporogue).

## Flotte[1]
La flotte de Motor Sich Airlines est composée de neuf avions passagers et cargo. Ils sont équipés de moteurs produits par Motor Sich JSC.

### Passagers
Sa flotte est composée d'avions régionaux passagers tels que le Yakovlev Yak-42D, Yakovlev Yak-40, Yakovlev Yak-40 Business class (cabine), l'Antonov An-24RV, Antonov AN-140, Antonov AN-74TK-200, et des hélicoptères Mil Mi-8MSB et Mil Mi-2.

### Cargo
La compagnie opère des Antonov 12, Ilyushin IL-76, et Antonov AN-74TK-200 (version combi) pour ses activités cargo.

## Destinations et partages de codes
La compagnie dessert des destinations domestiques en Ukraine ainsi que Minsk en Biélorussie.
Motor SIch Airlines a conclu un accord de partage de codes avec la compagnie nationale biélorusse Belavia à destination de l'aéroport de Minsk.